# Рутс, Фред
Эрнест Фредерик (Фред) Рутс (англ. Ernest Frederick 'Fred' Roots; Самон-Арм, Британская Колумбия — 18 октября 2016, Ист-Сук, Британская Колумбия) — канадский полярный исследователь, геолог, геофизик и океанолог. Офицер Ордена Канады, член Королевского общества Канады, лауреат Медали Месси Канадского королевского географического общества и Медали Клуба исследователей (Нью-Йорк).

## Биография
Фред Рутс родился в 1923 году в Британской Колумбии (Канада), став вторым из трёх детей в семье Эрнеста и Маргарет Рутс. Когда Фред был ещё ребёнком, его отец, служащий Канадской тихоокеанской железной дороги, перевёз семью в Альберту, где получил должность главного инженера гостиницы в национальном парке Банф. Эрнест умер от тифа, когда Фреду было восемь лет, и заботу о семье приняла на себя мать, воспитавшая их независимыми и практичными.
Во время учёбы в старших классах Фред подрабатывал помощником метеоролога-наблюдателя в национальном парке Банф. По окончании Ванкуверского технического колледжа он поступил в Университет Британской Колумбии, где получил степень сначала бакалавра, а затем магистра наук. Завершил Рутс своё высшее образование в Принстоне, где защитил докторат по геологии. Во время учёбы в Принстоне частью его полевой работы стала топографическая съёмка 18 тыс. км² ранее необследованных территорий в Северной Британской Колумбии в сотрудничестве со Службой геологической разведки Канады. В процессе этой экспедиции он обнаружил окаменелости, которые помогли пролить свет на формирование геологической структуры горных систем в этом регионе; одна из окаменелостей, Protophareta rootsi возрастом 575 млн лет,  впоследствии получила его имя.
В 1949 году Рутс был приглашён на должность главного геолога Норвежско-британско-шведской антарктической экспедиции. В ходе этой экспедиции, продолжавшейся до 1952 года, Рутс нанёс на карту 6000 км² территории Земли Королевы Мод и предоставил доказательства того, что до раскола Гондваны Антарктика была соединена с Африкой. Экспедиция также продемонстрировала отступление антарктических ледников, что стало одним из ранних доказательств глобального потепления. По ходу экспедиции Рутс также установил рекорд продолжительности одиночного путешествия на собачьей упряжке без службы поддержки — 189 дней (по одному из источников — 163 дня).
По окончании экспедиции Рутс продолжил работу в Институте полярных исследований имени Скотта в Англии, где познакомился со своей будущей женой Джун Бломфилд. Они поженились в 1955 году. Вернувшись в Канаду, Рутс в 1955 принял участие в экспедиции Службы геологической разведки, известной как операция «Франклин», в ходе которой на карту были нанесены более четверти миллиона квадратных километров арктических островов, а в 1956—1958 годах в операции «Стикин» по картографированию северо-западных Кордильер. В 1958 году он основал Международный проект полярного континентального шельфа, руководителем которого оставался до 1971 года.
В 1971 году Рутс, зарекомендовавший себя как учёный, искренне озабоченный сохранением полярной экологии, был назначен советником министерства энергетики, горнодобывающей промышленности и ресурсов, а в 1973 году — научным советником министерства окружающей среды Канады. Этот пост он занимал вплоть до 2003 года. С 1970 по 1983 год Рутс был членом Совета по полярным исследованиям Национальной академии наук США. Он также входил в международный Комитет по научным исследованиям Арктики, а в последние годы жизни основал международную экспедиционную программу «Учёные на льду», действующую с конца 1990-х годов.
За свою научную карьеру Фред Рутс опубликовал более 300 исследовательских работ. В 1990 году он стал автором главы о полярных регионах в изданной Королевским обществом Канады книге «Планета в условиях стресса: Проверка глобальными изменениями» (англ. Planet under Stress: the Challenge of Global Change). Он также принимал участие в составлении текста Договора об Антарктике, обеспечившего статус этог континента как региона мирных научных исследований.
От жены Джун у Фреда Рутса было пятеро детей, в том числе единственный сын Чарли. Чарли Рутс, также ставший геологом, умер летом 2016 года от бокового амиотрофического склероза; сам Фред скончался в октябре того же года в Британской Колумбии в возрасте 93 лет.

## Признание заслуг
В 1987 году Эрнест Фредерик Рутс был произведён в офицеры Ордена Канады. В обосновании награждения говорилось, что Рутс «не только один из ведущих геологов Канады, но и топограф, геофизик, океанограф и горовосходитель», обладающий глубокими знаниям полярных регионов. Его достижения отмечены полярными медалями ряда стран; среди награждавших его стран — Великобритания, Норвегия (медаль Модхейм), Швеция, США и СССР.
Среди профессиональных наград Рутса — медаль Мэсси от Канадского королевского географического общества (1979) и медаль нью-йоркского Клуба исследователей — высшая награда этой международной организации, полученная за полгода до смерти. С 1987 года Рутс был членом Королевского общества Канады.
В честь Эрнеста Фредерика Рутса названы высоты Рутса на Земле Королевы Мод (часть системы гор Свердрупа) и находящийся рядом с ними цирк Фреда.